# Tasajo
El tasajo es carne que ha sido secada para facilitar su conservación. 

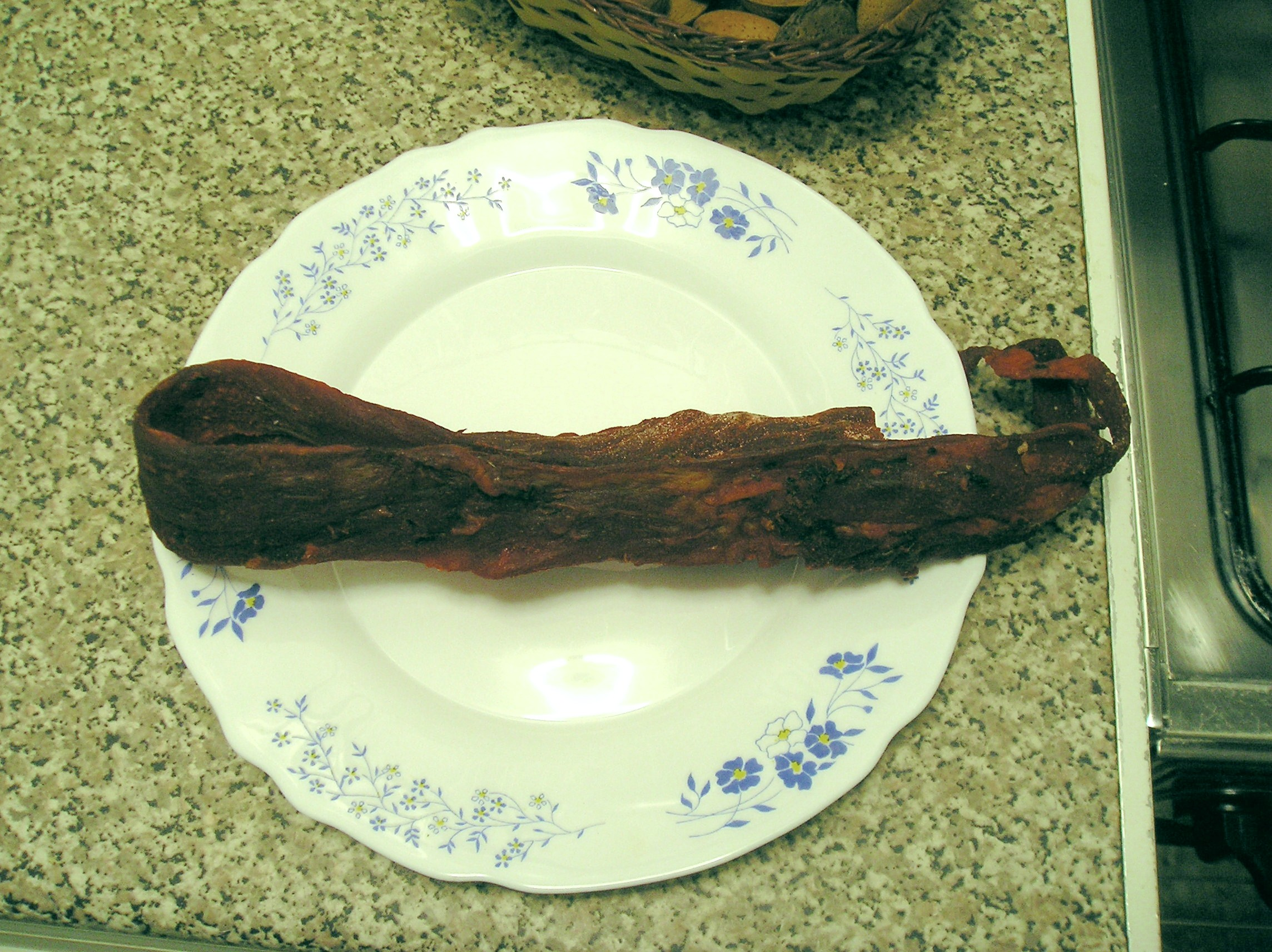
Tasajo en Candeleda, Ávila, España

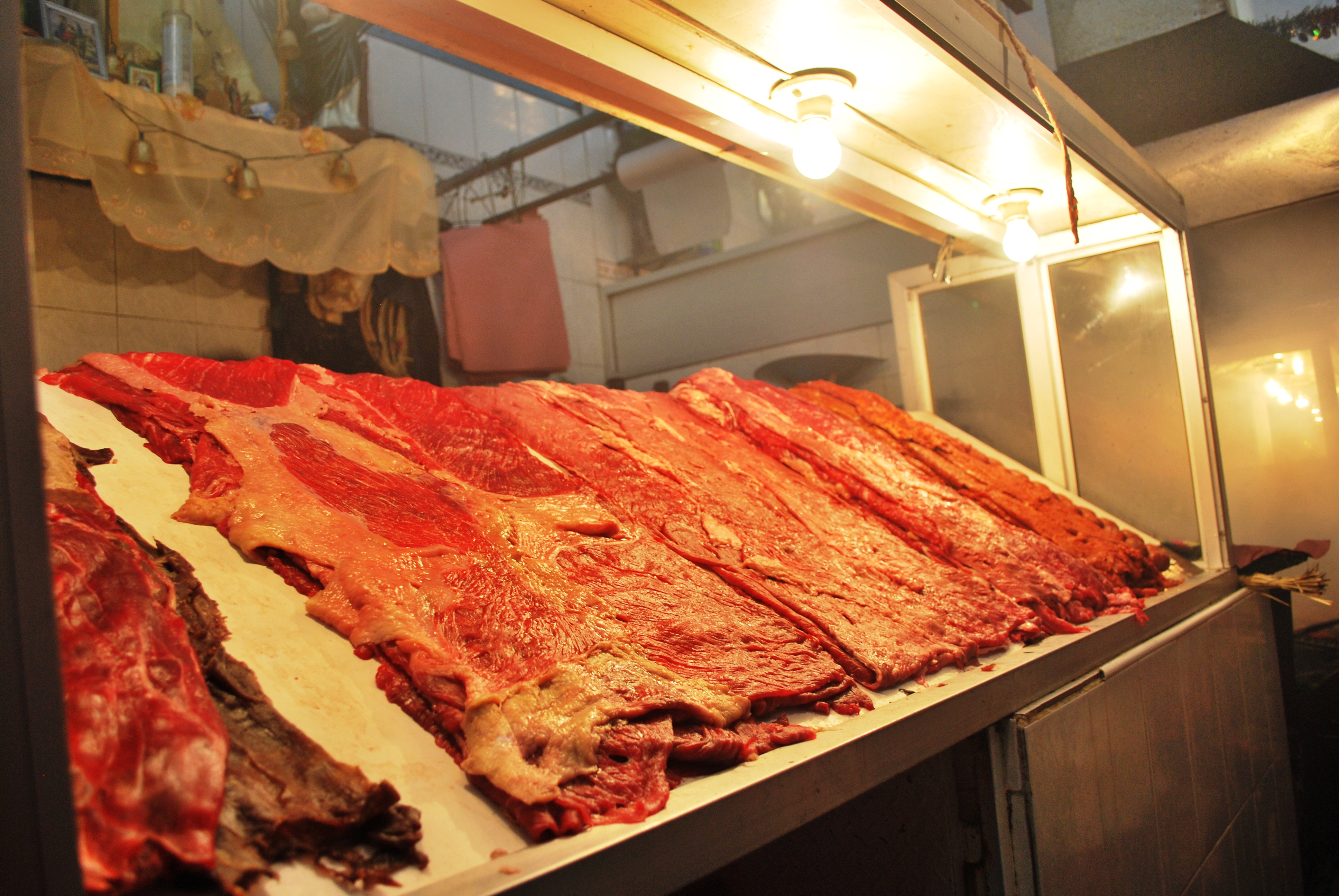
Tasajo en Oaxaca, México

## Por región

### España
En la región de Toledo, consiste en lomo de ciervo adobado ahumado al fuego lento de la madera de encina, típico de las comarcas dotadas de caza.
En la Comarca de La Vera, en la provincia de Cáceres, y en la localidad vecina de Candeleda perteneciente a la provincia de Ávila, consiste en carne de cabra adobada, macerada y seca. Se suele servir como aperitivo en los bares de la zona, y resulta ideal acompañarlo con vino de pitarra.

### México
En México es un corte de carne de res, típico de los Valles Centrales de Oaxaca y del estado de  Chiapas, parecido a la cecina. Puede ser de la cabeza de la vaca, de la costilla, del lomo, y otras partes del animal.
En el centro histórico de la Ciudad de Oaxaca se acostumbra comer el tasajo acompañado con tlayudas y rábanos, así como con "chiles de agua" y cebollitas. También puede acompañarse con chapulines, quesillo y cualquier otro platillo oaxaqueño.

### Panamá
Es un corte de carne de res ahumado a la leña y finalmente asado o frito. Se consume acompañado de frituras en el desayuno o con arroz y guarniciones en el almuerzo. Es muy consumido en todas las provincias.

### En otros países
En el Perú, Argentina, Chile, Brasil, Uruguay, etc. suele llamarse charqui a la carne deshidratada (casi siempre bovina) salada y ahumada; este tipo de carne seca cuya textura recuerda al cartón, era una parte de la dieta que se suministraba a las personas esclavizadas de origen africano hasta fines del siglo XIX en las Antillas y el Brasil. Para comerlo suele ser necesario lavarle y rehidratarlo mediante un hervor. En Venezuela los trozos de carne salada se llaman tasajo o salón.
En Cuba, el tasajo es específicamente carne de caballo, burro, o mulo; preparada de misma forma. Pero el animal que más se identifica en el país con el tasajo es el caballo.